# 乌鲁斯
乌鲁斯（西班牙语）是西班牙加泰罗尼亚赫罗纳省的一个市镇。总面积18平方公里，总人口198人（2001年），人口密度11人/平方公里。当地经济以畜牧业、林业、旅游业为主。